# Francisco Javier de Istúriz Montero
Francisco Javier de Istúriz Montero. (Cadis, 31 d'octubre de 1790 - Madrid, 2 d'abril de 1871), polític i diplomàtic espanyol, president del Govern, de les Corts Generals i del Congrés dels Diputats i del Senat en diferents ocasions.

## Defensa del liberalisme
Nascut a la burgesia gaditana, va participar activament en la Guerra de la Independència. Va ser un liberal exaltat que va intervenir en els preparatius del pronunciament de Quiroga i de Riego per al restabliment del règim constitucional de 1812.
Durant el Trienni Liberal va figurar en el grup dels "exaltats" de les Corts Generals, amb Alcalá Galiano i Flórez Estrada. Va ser president de les Corts de Cadis després de la invasió dels Cent Mil Fills de Sant Lluís (1823), votant la suspensió de Ferran VII en l'exercici de la seva autoritat règia. Després del triomf de la reacció absolutista, es va exiliar a Anglaterra.

## President
Va retornar a Espanya el 1833 i amb Mendizábal va presidir l'Estament de Procuradors a les Corts Generals. No obstant això, l'exili havia moderat la seva actitud exaltada. A les Corts de 1836 va encapçalar la minoria d'oposició que va censurar les reformes del govern, especialment la desamortització i el canvi dels alts comandaments de l'exèrcit, el que li va valer que la Regent Maria Cristina, vídua de Ferran VII, li confiés la Presidència del Govern (15 de maig de 1836). En els seus tres mesos en el càrrec va dissoldre les Corts procurant buscar una majoria de suport que superés l'Estatut Reial, però el motí de la Granja de San Ildefonso va forçar la seva destitució i la Regent es va veure obligada a rehabilitar la Constitució de 1812.
Va marxar de nou a l'exili a Anglaterra i va retornar com a diputat després de la promulgació de la Constitució de 1837. Va ser president del Congrés dels Diputats a les Corts ordinàries de 1838-1839 i de 1840.

## A les Corts
Crític amb les posicions que buscaven un text constitucional amb només l'aval d'una formació política i aliat de Maria Cristina durant l'exili de la regent a París, va ser l'ideòleg civil de la revolta moderada contra Espartero el 1841 que va acabar fracassant. Al final de la Regència d'Espartero, i a les Corts de 1844-1845, va fer oposició des del moderantisme al projecte del govern de Narváez de reformar la Constitució, argumentant sobre les conseqüències desestabilitzadores de les constitucions elaborades per un sol partit polític.

## Últims càrrecs
Designat novament President del Consell de Ministres entre 1846 i 1847, ja en plena Dècada Moderada, sota el seu mandat, es va acordar el matrimoni d'Isabel II amb el seu cosí Francesc d'Assís, i es va publicar una amnistia parcial que va facilitar el que els progressistes retornessin al joc polític.
Va ser posteriorment President del Senat en la legislatura de 1857-1858, i novament president del Govern a 1858. La seva caiguda durant el mes de juny d'aquell mateix any, va propiciar l'ascens d'O'Donnell i de la Unió Liberal al govern.
Fins al 1864, data en què es va retirar de la política, va continuar treballant com a ministre plenipotenciari a diversos països europeus.